# Mucidus
Mucidus is een muggengeslacht uit de familie van de steekmuggen (Culicidae).

## Soorten
- M. alternans (Westwood, 1835)
- M. aurantius (Theobald, 1907)
- M. ferinus (Knight, 1947)
- M. grahamii Theobald, 1909
- M. laniger (Wiedemann, 1820)
- M. lucianus (Muspratt, 1959)
- M. mucidus (Karsch, 1887)
- M. nigerrimus Theobald, 1913
- M. painei (Knight, 1948)
- M. quadripunctis (Ludlow, 1910)
- M. quasiferinus (Mattingly, 1961)
- M. scatophagoides Theobald, 1901
- M. sudanensis Theobald, 1908
- M. tonkingi (Gebert, 1948)